# 크리스티안 드로스텐
크리스티안 하인리히 마리아 드로스텐(독일어: Christian Heinrich Maria Drosten, 1972년 ~ )은 독일의 바이러스 학자이다. 그는 2007년에서 2017년까지 본 대학교의 교수였다가 2017년부터 베를린 샤리테의 교수이자 바이러스 연구소 소장으로 자리를 옮겼다. 그의 연구 중점 가운데 하나는 새로이 등장하는 바이러스 (영어: emerging viruses)이다. 그가 널리 알려진 계기는 코로나19 범유행 동안 전문가로서 활동하면서부터로, 북부독일방송과 함께 코로나바이러스 업데이트(독일어: Coronavirus-Update)라는 팟캐스트를 내보낸다.

## 생애와 기여
드로스텐은 1972년 링엔의 보니파치우스 병원 (독일어: Bonifatius Hospital Lingen)에서 태어나 엠슬란트의 그로스헤제페 (독일어: Groß Hesepe in Emsland)에서 자랐다. 메펜 (독일어: Meppen)에 위치한 가톨릭 고등학교인 마리아눔 (독일어: Marianum)을 졸업한 뒤 1992년부터 그는 화학공학과 생물학을 각각 도르트문트와 뮌스터에서 배웠다. 1994년부터는 프랑크푸르트 대학교에서 의학을 전공하기 시작하여 2000년 5월에 의사 국가시험에 최종 합격했다. 2003년에는 숨마쿰라우데로 의학박사 학위를 취득했다. 그의 박사학위 논문 주제는 "고처리량의 헌혈자 검사 체계 확립을 위한 일"로 독일적십자사 혈액관리본부의 수혈의학&면역혈액학 연구소 산하에서 이루어졌다.
2000년 6월부터 드로스텐은 함부르크에 위치한 베른하르트 노흐트 열대의학 연구소 (독일어: Bernhard-Nocht-Institut für Tropenmedizin)의 바이러스 연구부서 중 하나인 헤르베르트 슈미츠 (독일어: Herbert Schmitz) 교수의 랩에서 인턴 의사로 활동하면서 분자진단학 그룹을 이끌었고, 열대바이러스질병의 분자진단 연구 프로그램을 수립했다. 2007년부터는 본 대학교의 바이러스 연구소의 수장으로 재직했으며, 2017년에는 샤리테 바이러스 연구소로 적을 옮겼다.
드로스텐은 SARS-CoV의 공동발견자 중 한 사람이다. 2003년에 이 바이러스가 식별된 지 며칠 후 그는 슈테판 귄터 (독일어: Stephan Günther)와 함께 애틀랜타에 있는 미국 질병통제예방센터보다도 먼저 이를 위한 진단검사를 개발하는데 성공하여, 연구 결과가 같은 해 5월 NEJM에 실리기도 전에 곧바로 인터넷에 공개했으며 이로 인해 네이처 등으로부터 찬사를 받았다.
2012년부터 그의 랩은 Mers-CoV도 연구하기 시작했고, 2019년 12월 새로 발견된 SARS-CoV-2용 검사를 개발하여 2020년 1월 중순에 이를 전세계에 선보이면서 독일 내에서 추출한 샘플의 SARS-CoV-2의 염기서열 분석을 끝마치고 그 유전체를 공개했다.
드로스텐은 학술자료의 투명한 확산을 위해 Eurosurveillance 같이 모든 논문이 무료로 공개되는 학술지에 기고를 하고 있다.
드로스텐은 2020년 4월을 기준으로 Google 학술 검색에서 89, 스코퍼스의 경우 73의 h 지수를 갖고 있으며, 2천회 이상 인용된 논문 여러개의 저자이기도 하다.
사이언스지는 그를 전세계에서도 손꼽는 코로나바이러스 전문가 중 한사람으로 선정했다.

## 코로나19 범유행
코로나19 범유행 동안 드로스텐은 정계와 행정 기관들의 자문에 응했고, 2020년 2월 26일부터 북부독일방송을 통해 팟캐스트로 송출된 코로나바이러스 업데이트 등으로 언론 매체에도 나왔다. 2020년 3월 17일 독일의 잡지 슈테른은 "코로나바이러스는 바이러스 학자 드로스텐을 공화국 내에서 가장 많이 위촉된 남자이자 스타로 만들었다." "[…] 코로나가 창궐하는 동안 드로스텐은 위기를 헤쳐나가는데 있어서 우리에게 방향성을 제시한다. 그는 아무것도 미화하지도, 각색하지도 않으면서 숙고하고 교정하며, 그가 몰랐던 것이나 오판한 것이 있으면 이를 스스럼없이 말한다."라고 그를 평가했다.
2020년 4월 16일 송출된 코로나바이러스 업데이트 팟캐스트 32화에서 그는 이미 몇 주 전부터 정계 자문 활동을 더 이상 하지 않고 있다고 말했다. 2020년 3월부터 이미 그는 스스로를 연방 정부가 자문을 구하는 많은 학자들 중 하나일 뿐이며, 특히 로버트 코흐 연구소 (독일어: Robert Koch-Institut, RKI)가 핵심적인 자문 역할을 맡을 것이라고 하면서, 통금 조치 등의 정책 결정에는 관여하지 않았다고 밝혔다.

## 영예
2003년 말, 드로스텐은 슈테판 귄터와 함께 사스 코로나바이러스를 식별하고 진단검사체계를 확립한 공로로 베르너 오토 재단 (독일어: Werner Otto Stiftung)으로부터 의학연구 발전기금 8000유로를 지원받았다.
2004년 드로스텐은 임상감염학 부문에서 글락소스미스클라인상 (영어: GlaxoSmithKline Prize)을, 유럽 임상바이러스학회로부터는 애버트 진단상 (영어: Abbott Diagnostics Award)을, 독일 위생학&미생물학 협회로부터는 비오메리외 진단상 (영어: bioMérieux Diagnostics Award)을, 로버트 코흐 연구소로부터는 박사후연구원상을 수상했다.
2005년에는 슈테판 귄터와 함께 사스 코로나바이러스 진단검사체계를 확립한 일로 연방 공로 훈장 (독일어: Bundesverdienstkreuz am Bande)을 수여받았다.
2020년에는 코로나19 범유행 동안 학문의 우수한 소통에 기여한 공로로 독일 연구협회로부터 특별상을 수상했다.

## 같이 보기
- 알렉산더 케쿨레